# ميخائيل مور (عازف جاز)
ميخائيل مور (بالإنجليزية: Michael Moore)‏ هو عازف جاز أمريكي، ولد في 16 مايو 1945 في سينسيناتي في الولايات المتحدة.

## وصلات خارجية
- ميخائيل مور على موقع ميوزك برينز (الإنجليزية)
- ميخائيل مور على موقع أول ميوزيك (الإنجليزية)
- ميخائيل مور على موقع ديسكوغز (الإنجليزية)